# Ambasada României în Franța
Ambasada României în Franța (în franceză Ambassade de Roumanie en France) este misiunea diplomatică a României pe lângă Republica Franceză. Este situată în Palatul Béhague (în franceză hôtel de Béhague), în arondismentul 7 din Paris, pe Rue de l'Exposition.
Ambasadorul României la Paris este în prezent Ioana Bivolaru. L-a înlocuit pe Luca Niculescu, care a fost rechemat în 2022.

## Istoric
Legația Republicii Populare Române din Paris a fost ridicată la 31 decembrie 1963 la rangul de ambasadă prin Decretul nr. 787/1963.

## Ambasadori
| Ambasador             | Început mandat | Sfârșit mandat |
| --------------------- | -------------- | -------------- |
| Victor Dimitriu       | 1964           | 1968           |
| Constantin Flitan     | 1968           | 1977           |
| Corneliu Mănescu      | 1978           | 1982           |
|                       |                |                |
| Anton Vătășescu       | 1991           | 1994           |
| Caius-Traian Dragomir | 1994           | 1997           |
| Dumitru Ceaușu        | 1997           | 2001           |
| Oliviu Gherman        | 2001           | 2004           |
| Sabin Pop             | 2004           | 2007           |
| Teodor Baconschi      | 2007           | 2009           |
| Bogdan Mazuru         | 2010           | 2015           |
| Luca Niculescu        | 2016           | 2022           |
| Ioana Bivolaru        | 2023           | în funcție     |

## Legături externe
- Site web oficial